# (6042) Chatducheshire
(6042) Chatducheshire (désignation internationale : (6042) Cheshirecat)  est un astéroïde découvert le 23 septembre 1990 par les astronomes Akira Natori et Takeshi Urata.

## Description
(6042) Chatducheshire est un astéroïde de la ceinture principale, également aréocroiseur.
Il fut nommé en hommage au personnage du Chat du Cheshire du livre de Lewis Carroll, Les Aventures d'Alice au pays des merveilles.